# Rørvik
Rørvik város Norvégia középső részén, Trøndelag megyében. A város Nærøysund község (járás) központja, lakosainak száma 3743 fő (2024).

## Elhelyezkedése
Rørvik Norvégia nyugati partvidékén, Trøndelag megye északnyugati részén található. Rørvik a Vikna-szigetcsoport keleti részén, az Inner Vikna (Belső-Vikna) sziget keleti oldalán, a Nærøysundet-szoros nyugati partján fekszik, a szoros keleti partján lévő szárazfölddel szemben. Az éghajlat óceáni, az északi fekvése ellenére sok magánkertben még szilva- és almafák is vannak.
A közigazgatási Nærøysund községi területnek lakossága 9968 fő (2024), mérete 1,322 km². A Nærøysundet-szorosban több sziget is van, Rørvik-kal szemben, a szoros másik, szárazföldi oldalán Ottersøya falu található.

## Története
A területen a halászat évszázadok óta fontos tevékenység és egyben bevételi forrás volt. Amikor a 19. század elején gőzhajók kezdtek közlekedni, Rørvik kikötővé vált. Nagy szükség volt az időjárás-előrejelzésre és a kommunikációra, ezért egy távíróállomást is létesítettek. Ezzel kezdetét vette a fejlődése. A Hurtigruten express hajójártok 1893-tól érintik a települést és kötnek ki a kikötőjében.
A kisvárosban régen az épületek fából készült, amelyből még mai napig is több megmaradt, ez egy tipikus kisvárosi hangulatot kölcsönzött.

## Gazdasága
Rørvik még mindig jelentős halászkikötő, azonban a kisvárosban jelentős számú munkahely kapcsolódik a tudásintenzív üzleti szolgáltatásokhoz, mint például a jogi és számviteli szolgáltatások, a banki és biztosítási tevékenység, a média, az IT és a szoftverfejlesztés. Az InnovArena egy közös iroda- és laboratóriumi központ az oktatás, a kutatás és a fejlesztés számára, ahol az akvakultúrára, a halászatra és a tengeri iparra összpontosítanak. Rørvikben több iskola működik, köztük a Ytre Namdal középiskola.
A Telenor is jelen van a városban, két részlege működött. Az ügyfélközpontot bezárták, de a műveleti részleg megmaradt.
Rørvik kikötője Közép-Norvégia legnagyobb kikötői létesítménye, évente több mint 15 000 hajó fut be a kikötőbe. A tőkehal téli halászata mindig fontos iparág volt, ehhez kapcsolódóan minden év márciusában tőkehalfesztivált tartanak.
A városban található a Norveg Parti Múzeum (Kystmuseet Norveg), amely a Sydney-i Operaházra hasonlít, mindkettő épület tervezésénél a tenger hullámaiból merítettek ihletet.
A kikötő mellett, Rørvik városközpontjában található az AMFI Rørvik központ, amely 2020-ban további üzlethelyiségekkel és 30 új lakással bővült, a központ alsó részén meleg terek jöttek létre, szabadtéri ülőhelyekkel és az utcára néző nyitott üzletekkel. Ma a település kereskedőinek legfontosabb találkozóhelyének számít.
A város északi részén (Omkjøringsvegen) 2020-ban új lakónegyed, társasházak épültek. 

## Közlekedés
A városban és környékén vasúti közlekedés nincs. A szárazföld felé, keleti irányba a 770 számú főúton lehet eljutni. A város déli határa közelében, az Inner-Vikna szigetről a szorosban lévő Maroya szigetre előbb az 1981-ben épült 701 méter hosszú Nærøysund híd (Nærøysundbrua) vezet át, majd a Maroya sziget és a kontinentális rész között a Marøysund hídon (Marøybrua) keresztül visz tovább az út.
Déli irányba közúton Namsos 87 km-re, míg Trondheim 280 km-re fekszik.
A kikötőjében napi szinten megállnak a Hurtigruten parti expressz járat hajói. A város mellett található repülőtérről (IATA: RVK, ICAO: ENRM) napi járatok közlekednek Namsos és Trondheim repülőtereire.